# Miha Madijev
Miha Madijev de Barbezanis (Split, oko 1280. – Split, oko 1338.), splitski povjesničar i kroničar iz ugledna plemićkog roda.

## Životopis
O životu Mihe Madijeva malo se toga pouzdano zna. Njegova je majka bila kći zahumskoga kneza Andrije iz srpske dinastije Nemanjića. Obavljao je upravne i sudačke dužnosti u Splitu i zauzimao se za što veću autonomiju Splita. Sudjelovao je u izradi Splitskog stauta, a bio je i član vijeća koje je 1327. godine predalo grad Mlečanima. Vršio je važne gradske dužnosti i nakon povratka Splita pod vlast hrvatsko-ugarskog kralja 1357. godine.
Iza njega je ostalo djelo pod nazivom De gestis Romanorum imperatorum et summorum pontificatum (O podvizima rimskih careva i papa). Iako zamišljeno kao pregled svjetske povijesti od stvaranja svijeta do autorovih dana, djelo je pretežno pregled lokalnih splitskih zbivanja. Iako predstavlja iznimno važno povijesno vrelo, književna kvaliteta teksta okarakterizirana je kao "suhoparna i siromašnija" u usporedbi s Mihinim prethodnikom Tomom Arhiđakonom. Sačuvan je samo drugi dio spisa koji je 1666. godine prvi objavio Ivan Lučić.  

## Vanjske poveznice
- Madijev, Miha de Barbazanis Hrvatska enciklopedija
- Madijev, Miha de Barbazanis (Barbezanis) Proleksis enciklopedija